# Калајџија
Калајџија је занатлија који врши крпљење, калаисање, поцинковање и бакарисање лимова, жица и цеви. Овом врстом заната који је данас готово изумро  претежно су се бавиле казанџије које су у потрази за послом идући по селима и другим насељима широм Србије најчешће калаисала и крпила казане за печење ракије, топљење масти, искувавање веша и разноврсн кухињско посуђа за припрему хране и чување воде и пића.

## Опште информације
Калајџија је један је од мајстора најстаријег заната, насталог с почетка 19. века, који је у његовој занатској прошлости био широко распорострањен. Занат којим се бави калајџија подразумева ручно, вишефазно обликовање производа од бакра уз примену различитих техника: сечења, спајања, загревања, варења, ковања, нитовања, летовања, пупчења, равнања, пердашења и на крају калаисања.
Данас се калјаџиском занатском производњом, на традициоаналан начин — израдом и калисањем казана и предмета од бакра — баве све ређи мајстори широм Србије, који су некада своју вештину израде предмета од бакра традиционално, деценијама преносили у оквиру породице, или на шегрте, ако нису имали мушке потомке.
Замирање калјџија временом је настало услед све већег утицаја конкуренције увезене индустријске робе. Јер, док су се  занатлије бориле да се сузбију бесправне мајсторе и да се трговцима забрани увожење калаисаних и бакарних предмета који се у Србији производе, дотле су се  укус и потребе потрошача мењали. Занатлије нису биле више у стању да их задовоље, и зато је дошла страна индустрија да предмете овог заната лиферује по ниским ценама, а њихове творевине све више су излазиле из обичаја и замењивали су их фабрикати.

## Нематеријалног културног наслеђа Србије
Како је израда калаисаних казанџијски производа – пре свега казана  и даље  карактеристична за традиционално печење ракије у домаћинствима широм Србије,  овај занат 2015. године уврштен је у Национални регистар нематеријалног културног наслеђа Србије.